# جيمي ألين (مغني)
جيمي ألين هو مغني أمريكي ولد في 18 يونيو 1985.

## وصلات خارجية
- جيمي ألين (مغني) على موقع IMDb (الإنجليزية)
- جيمي ألين (مغني) على موقع ميوزك برينز (الإنجليزية)
- جيمي ألين (مغني) على موقع ديسكوغز (الإنجليزية)
- جيمي ألين (مغني) على موقع قاعدة بيانات الفيلم (الإنجليزية)